# Jadwiga Samocka
Jadwiga Samocka – polska strzelczyni, medalistka mistrzostw Europy.
Zawodniczka Śląska Wrocław. Jednym z jej trenerów był Kazimierz Kurzawski.
Samocka jest medalistką mistrzostw Europy. Jedyny medal wywalczyła na turnieju w 1974 roku w zawodach drużynowych. Wraz z Ireną Mazurkiewicz i Anielą Mońko zdobyła brązowy medal w pistolecie pneumatycznym z 10 metrów drużynowo (jej wynik – 371 punktów, był drugim rezultatem polskiego zespołu).